# María Orticochea
María Orticochea (Bella Unión, Artigas, 18 de octubre de 1891-1958) fue una maestra y educadora uruguaya con destacada participación en institutos de formación de docentes. Fue considerada maestra de maestras.

## Biografía
Sus padres fueron Fermina Sancristobal y Juan Orticochea, pasó sus primeros años de vida en Bella Unión, ciudad al norte de Uruguay, para luego trasladarse a Montevideo a culminar sus estudios superiores ingresando al Liceo Franco Uruguayo. En esta institución se gradúa de Maestra en 1916.
Ocupó varios cargos en los institutos de educación hasta concursar y ganar para la Dirección de los Institutos Magisteriales
Realizó viajes por Francia, Suiza e Inglaterra donde pudo estudiar el sistema de formación docente para realizar su propuesta en Uruguay.
Cuando se jubiló de su puesto en el Magisterio, le encargaron la Dirección pedagógica de la Escuela Franklin D. Roosevelt para niños con discapacidades, donde se mantuvo hasta la fecha de su muerte.

## Homenajes
- En 1938, el Gobierno del Perú, le confirió la insignia de Caballero de la Orden del Sol.[1]
- Una calle en Montevideo la homenajea y la recuerda.[2] También lleva su nombre un Instituto de Formación Docente en Artigas y una escuela en Bella Unión.[1]